# Jean Henri Jaume Saint-Hilaire
Jean Henri Jaume Saint-Hilaire est un naturaliste et un artiste français, né le 29 octobre 1772 à Grasse et mort en 1845 à Paris.

## Biographie
Né sous le nom de Jaume, il ajoute Saint-Hilaire plus tard. Certains biographes écriront que c’est pour le distinguer d’un membre de sa famille, Henri-Honoré Jaume, jacobin, qui avait fait régner la terreur. Il sert dans l’armée française durant la campagne d’Italie avant de revenir à la vie civile en 1800. Il vient alors à Paris reprendre des études, notamment en histoire naturelle. Il écrit un guide sur le nouveau Muséum national d'histoire naturelle et apprend la peinture florale auprès de Gérard van Spaendonck (1746-1822).
Il fait paraître, en 1805, sa première publication importante, une Exposition des familles naturelles et de la germination des plantes, contentant la description de 2 337 genres et d'environ 4 000 espèces, 112 planches dont les figures ont été dessinées par l'auteur. Il y vulgarise la classification d’Antoine-Laurent de Jussieu (1748-1836). De 1808 à 1809 puis de 1819 à 1822, il fait paraître les dix volumes des Plantes de la France décrites et peintes d’après nature regroupant un millier de gravures, par lui-même.
Jaume s’intéresse dès lors aux questions relatives aux forêts et il devient membre, en 1831, de la Société royale d’agriculture. Il s’intéresse à la culture de la Wrightia tinctoria, une Apocynaceae utilisée pour ses qualités tinctoriales.

## Liste partielle de ses publications
- Exposition des familles naturelles et de la germination des plantes, contentant la description de 2 337 genres et d'environ 4 000 espèces, 112 planches dont les figures ont été dessinées par l'auteur, 1805
- Plantes de la France décrites et peintes d’après nature, 1808-1822, 10 vol.
- Traité des arbres forestiers : ou histoire et description des arbres indigènes ou naturalisés... Ouvrage précédé d'une instruction sur la culture des arbres, par M. Thouin..., Paris : Imprimerie de Firmin Didot, 1824
- Traité des arbrisseaux et des arbustes cultivés en France et en pleine terre, Paris : chez l'auteur, 1825
- La flore et la pomone françaises : histoire et figure en couleur, des fleurs et des fruits de France ou naturalisés sur le sol français, Paris : chez l'auteur (rue Furstemberg), 1828-1833
- Catalogue raisonné des plantes inutiles ou nuisibles aux terres cultivées et aux prairies naturelles, ou vénéneuses pour les bestiaux, avec l’indication des meilleurs moyens de les détruire, Paris : chez Bouchard-Huzard, 1843, in-4°
- Il participe par ailleurs au Dictionnaire des Sciences naturelles, au Journal de Devaux, aux Annales de l’agriculture françoise.

## Source
- Roger L. Williams (1988), Gerard and Jaume: Two Neglected Figures in the History of Jussiaean Classification (Part Three). Taxon, Vol. 37 (2, May, 1988) : 233-271.